# 獵鷹奇觀城
獵鷹奇觀城是杜拜的一個旅遊地標，於2005年宣佈成立，屬於杜拜樂園的一部分。獵鷹奇觀城內複製了多個七大奇蹟的建築物，當中包括古代世界七大奇蹟的埃及金字塔及巴比倫空中花園和中古世界七大奇蹟的萬里長城及比薩斜塔等。景點內還包括寫字樓、公寓及酒店等設施。